# Donald Cameron

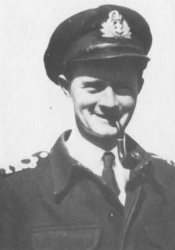
Kapten Donald Cameron, VC, som kapten i flottans reserv 1944.

Donald Cameron, VC, född 18 mars 1916, död 10 april 1961, var en kommendörkapten vid Royal Navy. Han belönades med Viktoriakorset när han som kapten och chef på miniubåten X7 1943 skadade det tyska slagskeppet Tirpitz i Kåfjord, Norge. Chefen på miniubåten X6, kapten Godfrey Place belönades även med Viktoriakorset för denna gärning.